# Belinda Bencic
Belinda Bencic  (Flawil, 10 de março de 1997) é uma tenista profissional suíça. 
Bencic, aos dezessete anos, quebrou uma longa escrita no US Open. Ao bater Jelena Jankovic a adolescente foi a jogadora mais jovem a chegar às quartas de final em Nova Iorque desde sua compatriota Martina Hingis, em 1997, ano em que Bencic nasceu. Aliás, Bencic e Hingis possuem algumas semelhanças, pois ambas têm origem no leste europeu, Hingis nasceu na Eslováquia, enquanto o pai de Belinda vem de Bratislava e sua mãe vem de Močenok. Ademais, é treinada por Melanie Monitor, a mãe de Martina Hingis, sua treinadora desde criança.
Nesse contexto, a influência da ex-número um no seu desenvolvimento foi fundamental. “Martina (Hingis) me ensinou a jogar com inteligência, a pensar na quadra, a ter um jogo completo”, declarou Bencic sobre a importância de Hingis em sua carreira. A jovem foi eleita pela WTA como a revelação da temporada de 2014.

## Início da vida e antecedentes
Bencic nasceu em Flawil, no nordeste da Suíça, filha de Dana e Ivan Benčič. Seus pais nasceram na Tchecoslováquia, mas a família de seu pai emigrou para a Suíça em 1968 para escapar da invasão do Pacto de Varsóvia. Seu pai era um jogador profissional de hóquei na Liga Nacional Suíça A e na Liga Nacional B antes de se tornar um corretor de seguros. Sua mãe era uma jogadora de handebol de alto nível. Bencic começou a brincar de tênis aos dois anos de idade e começou a treinar com seu pai, que também era jogador de tênis recreativo, uma hora por dia aos quatro anos de idade. Ela entrou em seu primeiro torneio nacional nessa idade, perdendo para uma adversária seis anos mais velha em dois sets sem vencer um game. Bencic costumava enfrentar oponentes muito mais velhas quando criança e foi encorajada por seu pai a tentar vencer dois games por set.
Quando Bencic tinha cinco anos, seu pai contatou a também imigrante tchecoslovaca Melanie Molitor, mãe e técnica da tenista suíça número 1 do mundo, Martina Hingis, para obter conselhos sobre como treinar. Hingis ter se tornado a melhor jogadora do mundo na época em que Bencic nasceu também foi uma das razões pelas quais seu pai foi inspirado a apresentá-la ao esporte do tênis. Molitor concordou em avaliar as habilidades de Bencic, o que levou Bencic a trabalhar com Molitor uma vez por semana durante cerca de um ano. Aos seis anos, Bencic também passou seis meses na academia de Nick Bollettieri na Flórida, vencendo vários torneios sub-10. Nessa época, seu pai também perguntou a Marcel Niederer [en], um amigo de infância e também jogador de hóquei que havia se tornado empresário, se ele poderia ajudar a patrocinar a carreira de sua filha. Niederer concordou em investir na Bencic, o que deu a seu pai a possibilidade de largar o emprego para que ele pudesse passar mais tempo viajando e treinando sua filha enquanto ela competia em torneios. Em 2004, quando Bencic tinha sete anos, sua família mudou-se para Wollerau, onde Molitor acabara de abrir sua própria academia, para que ela pudesse treinar lá todos os dias. Ela continuou a trabalhar com Molitor durante sua adolescência e também ocasionalmente trabalhou com Hingis.

## Carreira júnior

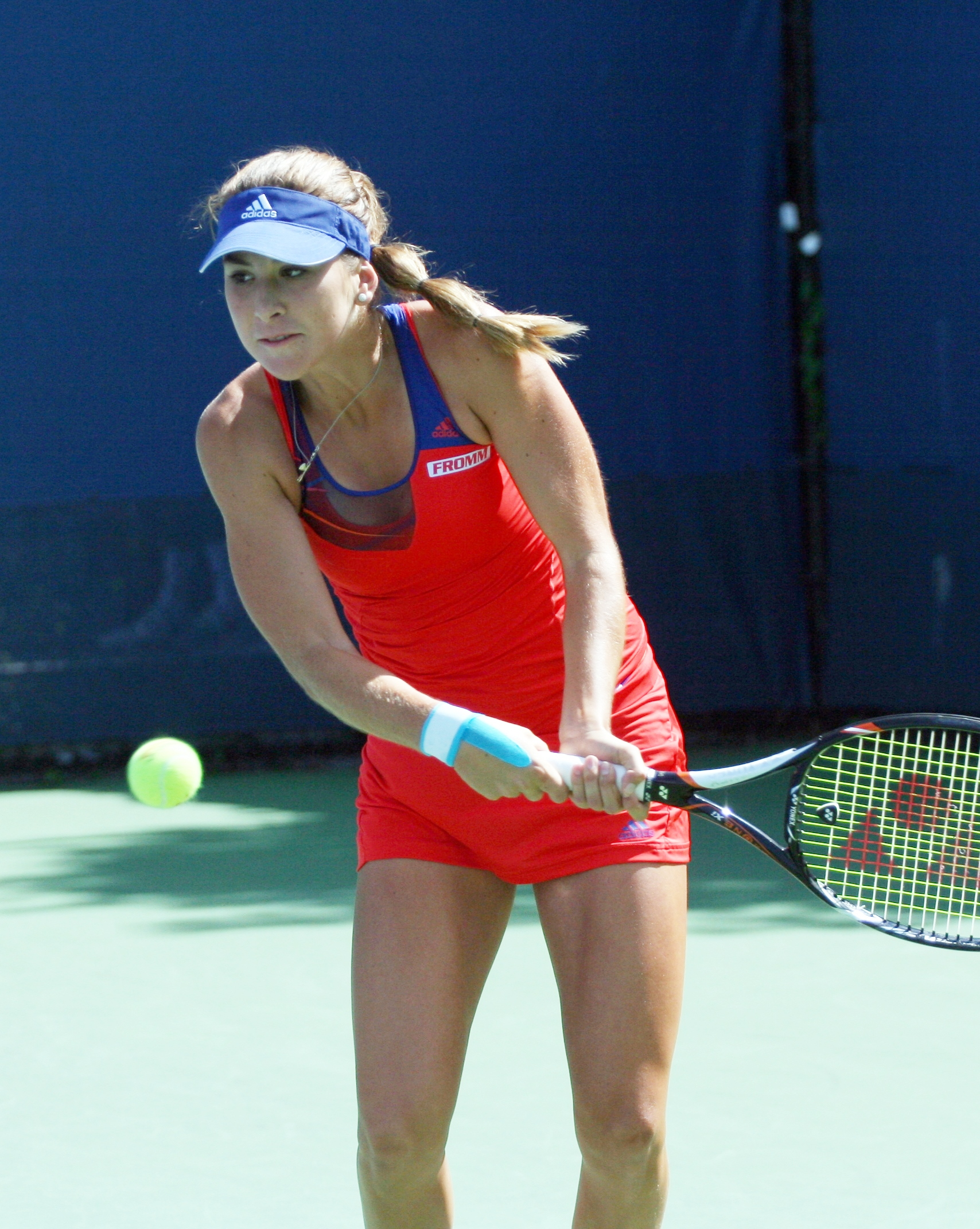
Bencic no Us Open junior de 2013.

Bencic é uma ex-número 1 júnior do mundo. Ela começou a competir no ITF Junior Circuit em 2010 aos 13 anos de idade, chegando à final em seu evento de estreia no torneio Grau 5 "Luzern Junior Competition" na Suíça. No início de 2012, Bencic venceu dois eventos de alto nível de Grau 1 no Czech International Junior Indoor Championships e no Open International Junior de Beaulieu-sur-Mer na França, o primeiro dos quais aos 14 anos. Ela também fez sua estréia júnior no Grand Slam, jogando em todos os principais torneios, exceto o Australian Open. Embora tenha vencido apenas duas partidas no total em simples, ela foi vice-campeã em duplas em Wimbledon e no US Open. Ela perdeu para a equipe americana de Taylor Townsend e Gabrielle Andrews [en] em ambos os eventos, em parceria com Ana Konjuh no primeiro e Petra Uberalová no último. Bencic fechou o ano ganhando seu primeiro título de torneio Grau A no "Abierto Juvenil Mexicano", perdendo apenas 15 games em seis partidas.
Bencic não jogou novamente na turnê júnior até maio de 2013, optando por se concentrar em eventos profissionais. Quando ela voltou para os juniores, ela venceu seus primeiros cinco torneios do ano e estendeu sua sequência de vitórias em simples para 39 partidas. Todos os seus títulos foram de Grau 1 ou superior, incluindo três títulos de Grau A no Trofeo Bonfiglio e dois eventos do Grand Slam, o Aberto da França e Wimbledon. Ela derrotou Antonia Lottner na final do Aberto da França e Townsend na final de Wimbledon. A vitória sobre Townsend foi uma revanche de suas quartas de final no Aberto da França, que terminou em 9–7 no terceiro e último set. Bencic se tornou a primeira jogadora a ganhar títulos individuais femininos no Aberto da França e Wimbledon no mesmo ano desde Amélie Mauresmo em 1996. Ela também foi a primeira suíça a ganhar um título individual júnior do Grand Slam desde Martina Hingis em 1994, que ganhou os mesmos dois títulos naquele ano. A sequência de vitórias de Bencic terminou no Campeonato Europeu Júnior onde perdeu para Barbora Krejčíková nas semifinais. Lottner então a derrotou no US Open nas quartas de final em seu último torneio do ano. Ela também chegou à sua terceira final de Grand Slam em duplas no US Open, perdendo para a equipe tcheca de Krejčíková e Kateřina Siniaková ao lado de Sara Sorribes Tormo. Com seu sucesso, Bencic se tornou a número 1 júnior do mundo em junho e terminou a temporada no topo do ranking para ganhar o título de Campeã Mundial Júnior da ITF.

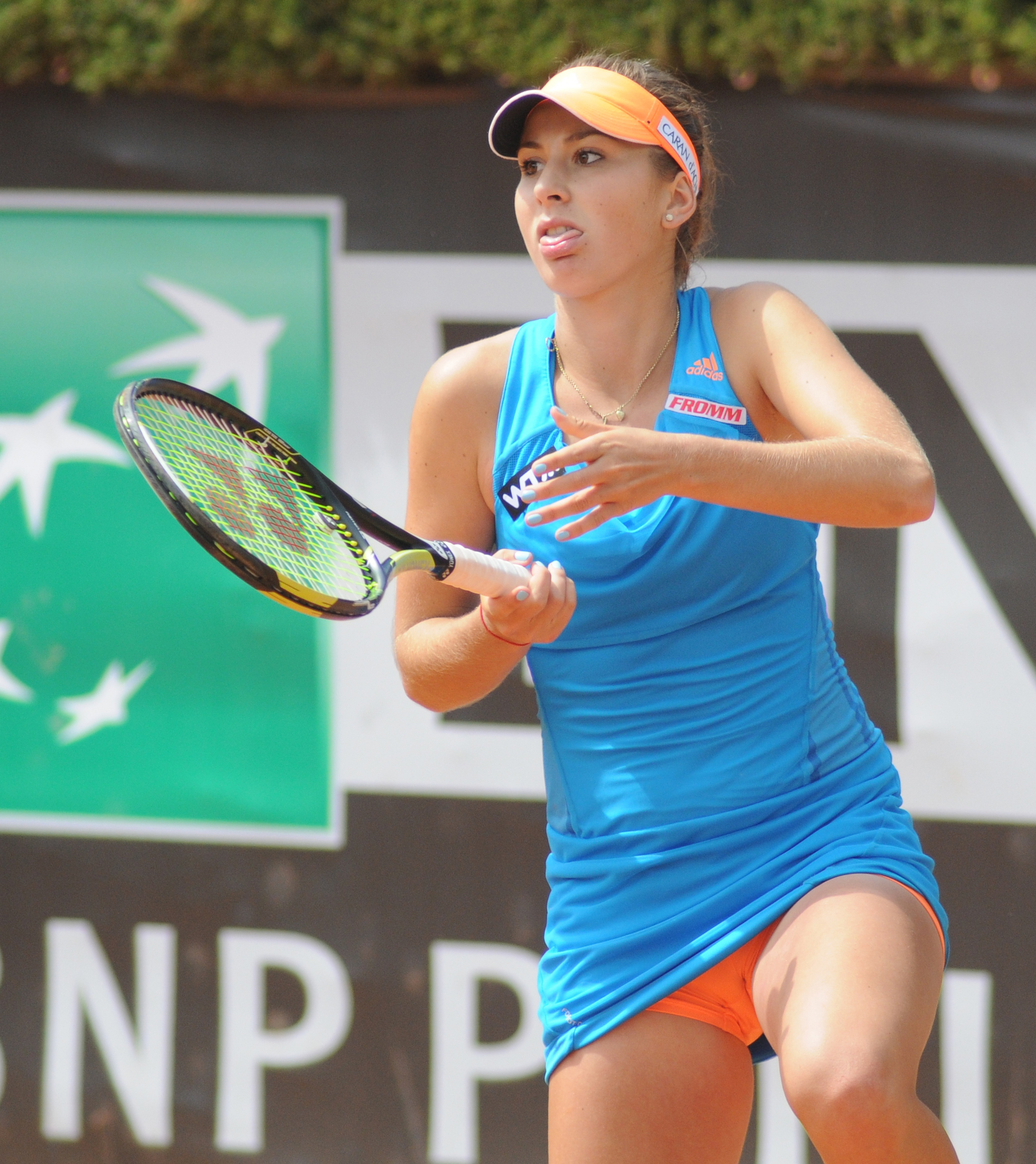
Bencic em Roma, 2014.

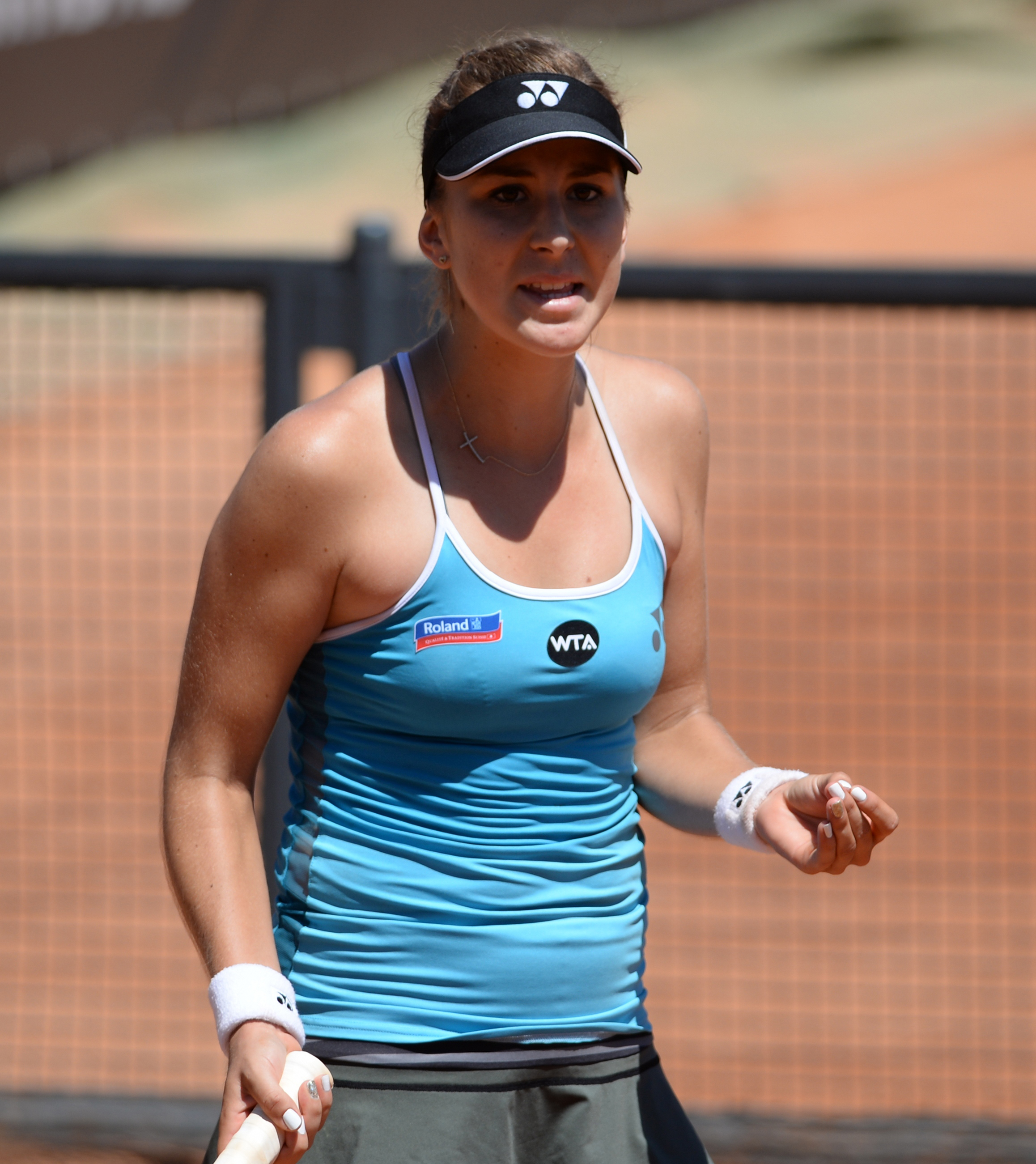
Bencic em 2015.

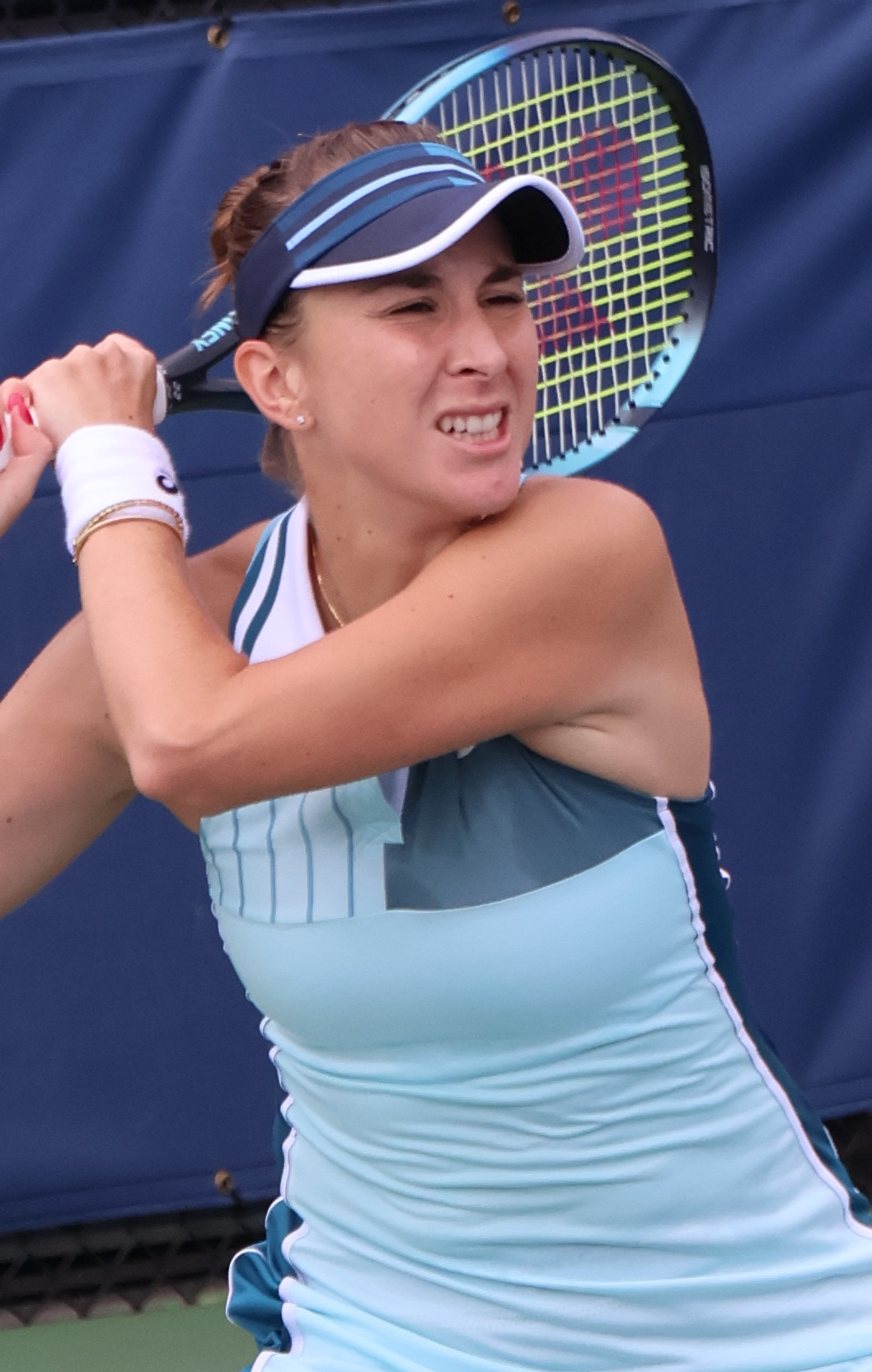
Bencic no Us Open, 2023.

## Carreira profissional

### 2014: A ascensão
Com apenas dezessete anos, ela começou o ano como a 140.ª colocada no ranking e aos poucos foi subindo, chegou ao top cem ao fazer semifinais no Premier de Charleston, continuou melhorando e acabou 2014 na 32.ª colocação mundial, a mais alta da carreira até então.
Foi também nos Estados Unidos que ela obteve outra campanha de grande destaque na temporada. Bencic brilhou no US Open, derrubou duas top dez, a alemã Angelique Kerber e a sérvia Jelena Jankovic, e foi até as quartas de final, quando parou diante da chinesa Shuai Peng.
Seu último torneio do ano por pouco não coroou um 2014 brilhante. Bencic chegou até a final do WTA de Tianjin, na China, mas acabou ficando com o vice. Sendo derrotada pela norte-americana Alison Riske.

### 2015, Primeiro título e top vinte
Nessa temporada, Bencic tentou pela segunda vez um inédito título de torneio nível WTA. No entanto, foi derrotada pela italiana Camila Giorgi no WTA de 's-Hertogenbosch, nos Países Baixos. Semanas depois, Bencic conquistou, enfim, seu primeiro torneio profissional ao derrotar a polonesa finalista de Wimbledon Agnieszka Radwanska no WTA Premier de Eastbourne, na Inglaterra. Com dezoito anos e 109 dias de idade, a suíça foi a segunda jogadora mais jovem a faturar um Premier – a dinamarquesa Wozniacki era 66 dias mais nova em New Haven-2008.
Em agosto de 2015, então na vigésima posição do ranking mundial e com apenas dezoito anos de idade, Bencic faturou o título no forte torneio WTA Premier de Toronto ao beneficiar da desistência da romena Simona Halep na final. Ao longo da semana Bencic superou apenas adversárias de peso. Na lista que contou com a número um do mundo Serena Williams nas meias-finais, duas ex-líderes do ranking: Caroline Wozniacki e Ana Ivanovic, além de outras duas finalistas de Grand Slam: Eugenie Bouchard e Sabine Lisicki.

### 2023: Dois títulos e retorno ao top 10
Em Adelaide, ela chegou à final ao derrotar Garbiñe Muguruza, Anna Kalinskaya, a número 4 do mundo Caroline Garcia e Veronika Kudermetova, que desistiu das semifinais. Então, ela derrotou a quinta "cabeça de chave" Daria Kasatkina para ganhar seu sétimo título WTA. Como resultado, ela voltou ao top 10, pela primeira vez desde 28 de setembro de 2020.
No Australian Open, ela derrotou  Viktoriya Tomova, Claire Liu [en] e Camila Giorgi para chegar às oitavas de final, nas quais perdeu para a eventual campeã Aryna Sabalenka.
Em seguida, ela participou do Abu Dhabi Open como segunda cabeça de chave e derrotou Marta Kostyuk, as vindas da qualificatória Shelby Rogers e Beatriz Haddad Maia, para chegar à sua décima sétima final geral e a segunda da temporada. Ela derrotou Liudmila Samsonova na final para conquistar seu oitavo título, depois de salvar três match points. No US Open, Bencic chegou até as oitavas de final onde perdeu para Sorana Cîrstea em sets diretos.

## Representação nacional

### Tóquio 2020
Em 31 de julho de 2021, Bencic conquistou o ouro no torneio de simples dos Jogos Olímpicos de 2020 depois de derrotar a Marketa Vondrousova na final por 2–1 em sets (7-5, 2-6 e 6-3). Também foi vice-campeã do torneio de duplas ao lado de Viktorija Golubic.

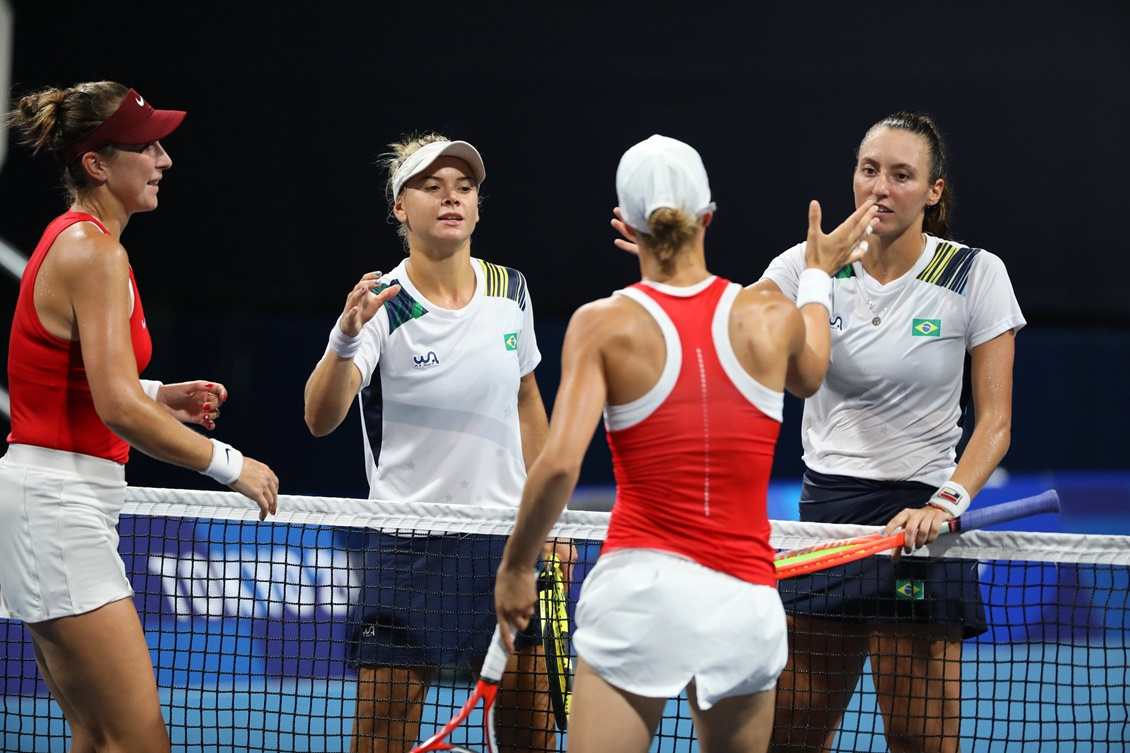
Bencic (mais à esquerda), jogando nas duplas com Viktorija Golubic pela semifinal dos Jogos Olímpicos Tóquio 2020 contra Laura Pigossi e Luisa Stefani do Brasil.

## Vida pessoal
Bencic começou a jogar tênis com quatro anos de idade, influenciada por seu pai Ivan Bencic um ex-jogador de hóquei no gelo. Reconhecendo um certo talento na filha seu pai procurou ajuda profissional. Melanie Molitor, a mãe e ex-treinadora de Martina Hingis foi escolhida porque teria uma opinião sobre Belinda muito objetiva e honesta, na opinião de seu pai.
Em 2024, foi mãe de uma filha, fruto de um relacionamento com o treinador Martin Hromkovic.

## Títulos

### Simples (2–3)
| Legenda                             |
| ----------------------------------- |
| Grand Slam (0–0)                    |
| WTA Tour (0–0)                      |
| Premier Mandatory & Premier 5 (1–0) |
| Premier (1–1)                       |
| International (0–2)                 |

| Finais por piso |
| --------------- |
| Duro (1–2)      |
| Saibro (0–0)    |
| Grama (1–1)     |

| Posição | Data                   | Torneio                                            | Piso  | Oponente            | Placar                       |
| ------- | ---------------------- | -------------------------------------------------- | ----- | ------------------- | ---------------------------- |
| Vice    | 6 de outubro de 2014   | WTA de Tianjin, Tianjin, China                     | Duro  | Alison Riske        | 3–6, 4–6                     |
| Vice    | 14 de junho de 2015    | WTA de 's-Hertogenbosch, Rosmalen, Países Baixos   | Grama | Camila Giorgi       | 5-7, 3-6                     |
| Campeã  | 27 de junho de 2015    | WTA Premier de Eastbourne, Eastbourne, Reino Unido | Grama | Agnieszka Radwańska | 6–4, 4–6 , 6–0               |
| Campeã  | 16 de agosto 2015      | WTA Premier de Toronto, Toronto, Canadá            | Duro  | Simona Halep        | 7–6(7–5), 6–7(4–7), 3–0 ret. |
| Vice    | 27 de setembro de 2015 | WTA de Tóquio, Tóquio, Japão                       | Duro  | Agnieszka Radwańska | 2–6, 2–6                     |

### Duplas (2–0)
| Legenda                             |
| ----------------------------------- |
| Grand Slam (0–0)                    |
| WTA Tour (0–0)                      |
| Premier Mandatory & Premier 5 (0–0) |
| Premier (0–0)                       |
| International (2–0)                 |

| Finais por piso |
| --------------- |
| Duro (1–0)      |
| Saibro (1–0)    |
| Grama (0–0)     |

| Posição | Data             | Torneio                                            | Piso   | Parceira            | Oponentes                        | Placar        |
| ------- | ---------------- | -------------------------------------------------- | ------ | ------------------- | -------------------------------- | ------------- |
| Campeã  | 1º de maio 2015  | WTA de Praga, Praga, República Tcheca              | Saibro | Kateřina Siniaková  | Kateryna Bondarenko Eva Hrdinová | 6–2, 6–2      |
| Campeã  | 8 de agosto 2015 | WTA de Washington, Washington D.C., Estados Unidos | Duro   | Kristina Mladenovic | Lara Arruabarrena Andreja Klepač | 7–5, 7–6(9–7) |

## Finais júnior deGrand Slam

### Simples
| Posição | Ano  | Campeonato    | Piso   | Oponente        | Placar        |
| ------- | ---- | ------------- | ------ | --------------- | ------------- |
| Campeã  | 2013 | Roland Garros | Saibro | Antonia Lottner | 6–1, 6–3      |
| Campeã  | 2013 | Wimbledon     | Grama  | Taylor Townsend | 4–6, 6–1, 6–4 |

### Duplas
| Posição | Ano  | Campeonato | Piso  | Parceira            | Oponentes                             | Placar   |
| ------- | ---- | ---------- | ----- | ------------------- | ------------------------------------- | -------- |
| Vice    | 2012 | Wimbledon  | Grama | Ana Konjuh          | Eugenie Bouchard Taylor Townsend      | 4–6, 3–6 |
| Vice    | 2012 | US Open    | Duro  | Petra Uberalová     | Gabrielle Andrews Taylor Townsend     | 4–6, 3–6 |
| Vice    | 2013 | US Open    | Duro  | Sara Sorribes Tormo | Barbora Krejčíková Kateřina Siniaková | 3–6, 4–6 |